# 莱朗 (大西洋比利牛斯省)
莱朗（法語：Léren，法語發音：[leʁɛ̃]）是法国大西洋比利牛斯省的一个市镇，属于波城区。

## 地理
莱朗（43°30'7"N, 1°2'41"W）面积4.57 平方千米，位于法国新阿基坦大区大西洋比利牛斯省，该省份为法国东南部省份，涵盖了贝阿恩与北巴斯克，西临大西洋比斯開灣，北至朗德省，东北接热尔省，东临上比利牛斯省，南与西班牙接壤。
与莱朗接壤的市镇（或旧市镇、城区）包括：索尔德拉拜、卡姆、圣佩德莱朗。
莱朗的时区为UTC+01:00、UTC+02:00（夏令时）。

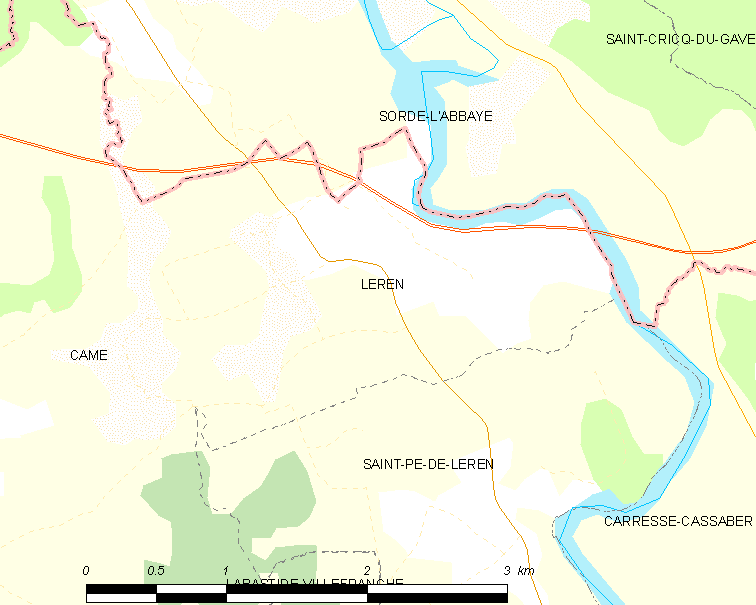
莱朗的OSM定位图

## 行政
莱朗的邮政编码为64270，INSEE市镇编码为64334。

## 政治
莱朗所属的省级选区为奥尔泰兹-激流与盐之地县。

## 人口

1962-2008年间莱朗人口变化图示

莱朗于2022年1月1日时的人口数量为211人。